# Паромово
Паро́мово — деревня в городском округе Семёновский. Входит в состав Хахальского сельсовета, ранее Светловского сельсовета.

## Описание
Расположена в 15 км от административного центра сельсовета — деревни Хахалы и 50 км от областного центра — Нижнего Новгорода.
| 2002 | 2010 |
| ---- | ---- |
| 48   | ↘37  |

## География
Деревня расположена у истока реки Святицы.